# Takafumi Matsui

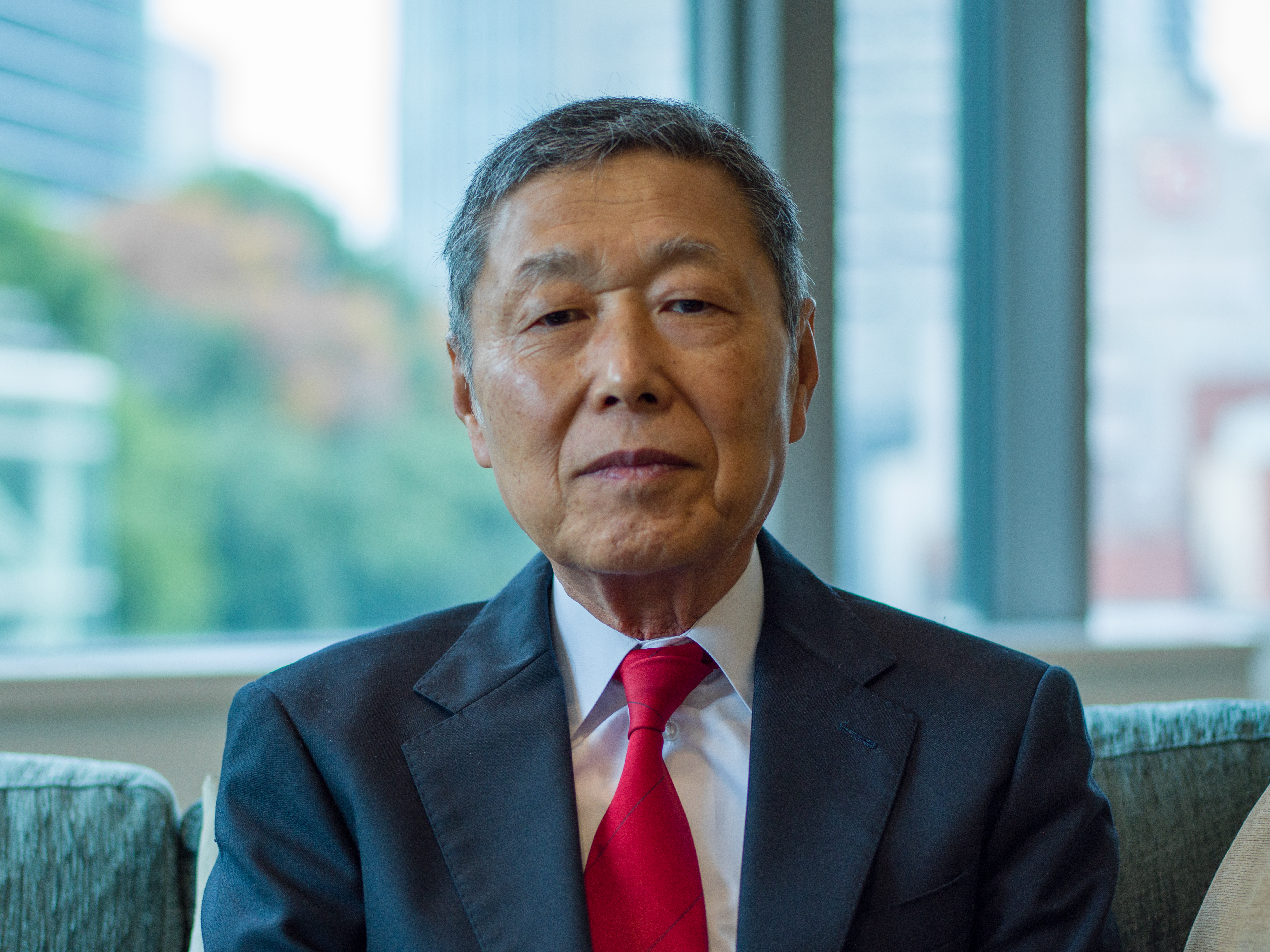
Takafumi Matsui, 2021

Takafumi Matsui (jap. 松井 孝典, Matsui Takafumi; * 7. März 1946; † 22. März 2023) war ein japanischer Planetologe, Geophysiker und Akademiker.
Er graduierte an der Fakultät für  Wissenschaften der Universität Tokio und wurde nach einem Zwischenschritt als Forscher für die NASA dort Professor für Grenzwissenschaft. Sein Hauptgebiet waren Astrobiologie und vergleichende Planetologie. Er diente als Präsident des Chiba Institute of Technology von Juni 2020 bis zu seinem Tod. Er war der Verfasser zahlreicher wissenschaftlicher Artikel und Bücher.
Der Asteroid (7301) Matsuitakafumi wurde am 9. September 2014 nach ihm benannt.